# Unnaryds kommun
Unnaryds kommun var en tidigare kommun i Jönköpings län.

## Administrativ historik
Kommunen inrättades 1971 genom en ombildning av Unnaryds landskommun, varur samtidigt delar överfördes till andra kommuner. År 1974 upphörde kommunen och delades. Församlingarna Jälluntofta och Södra Unnaryd fördes till Hylte kommun, vilka samtidigt överfördes till Hallands län. Återstoden av Bolmsö sockens område, fastlandsdelen, fördes till Gislaveds kommun. Därmed hade det område som 1952-1970 utgjorde Unnaryds landskommun delats mellan tre län och fyra kommuner.
Kommunkoden var 0622.

### Kyrklig tillhörighet
Kommunen tillhörde församlingarna Bolmsö, Jälluntofta och Södra Unnaryd.